# Natació sincronitzada als Jocs Olímpics d'estiu de 2012 – Duet
Les prova de duet femení de Natació sincronitzada dels Jocs Olímpics d'Estiu de 2012 es va disputar entre el 5 i el 7 d'agost al London Aquatics Centre.
La fase preliminar consisteix en una rutina tècnica i una rutina lliure. Les puntuacions de les dues rutines se sumen i els 12 millors duets es classifiquen per la final. En la final es realitza una rutina lliure, la puntuació de la qual s'afegeix a la puntuació de la rutina tècnica preliminar per decidir els guanyadors.

## Horaris
Tots els horaris són segons l'horari britànic (UTC+1)
| Data                        | Hora  | Ronda                     |
| --------------------------- | ----- | ------------------------- |
| Diumenge, 5 d'agost de 2012 | 15:00 | Rutina tècnica preliminar |
| Dilluns, 6 d'agost de 2012  | 15:00 | Rutina lliure preliminar  |
| Dimarts, 7 d'agost de 2012  | 15:00 | Rutina lliure final       |

## Medallistes
| Or                                              | Plata                                    | Bronze                                   |
| Rússia · Natalia Ishchenko · Svetlana Romàixina | Espanya · Ona Carbonell · Andrea Fuentes | R.P. de la Xina · Huang Xuechen · Liu Ou |

## Resultats

### Qualificació
| Posició | País            | Nedadores                                   | Tècnica | Lliure | Total   |
| ------- | --------------- | ------------------------------------------- | ------- | ------ | ------- |
| 1       | Rússia          | Natalia Ishchenko i Svetlana Romàixina      | 98.200  | 98.600 | 196.800 |
| 2       | R.P. de la Xina | Huang Xuechen i Liu Ou                      | 96.100  | 96.710 | 192.810 |
| 3       | Espanya         | Ona Carbonell i Andrea Fuentes              | 96.000  | 96.590 | 192.590 |
| 4       | Canadà          | Marie-Pier Boudreau Gagnon i Elise Marcotte | 94.500  | 94.750 | 189.250 |
| 5       | Japó            | Yukiko Inui i Chisa Kobayashi               | 93.200  | 93.200 | 186.400 |
| 6       | Ucraïna         | Daria Iushko i Kseniya Sydorenko            | 92.200  | 92.140 | 184.340 |
| 7       | Itàlia          | Giulia Lapi i Mariangela Perrupato          | 90.700  | 90.740 | 181.440 |
| 8       | Grècia          | Evangelia Platanioti i Despoina Solomou     | 89.200  | 88.840 | 178.040 |
| 9       | Regne Unit      | Olivia Allison i Jenna Randall              | 88.100  | 88.790 | 176.890 |
| 10      | França          | Sara Labrousse i Chloe Willhelm             | 87.700  | 88.340 | 176.040 |
| 11      | Estats Units    | Mary Killman i Mariya Koroleva              | 87.900  | 88.270 | 176.170 |
| 12      | Corea del Sud   | Park Hyun-Ha i Park Hyun-Sun                | 86.700  | 87.460 | 174.160 |
| 13      | Brasil          | Nayara Figueira i Lara Teixeira             | 87.100  | 87.000 | 174.100 |
| 14      | Txèquia         | Soňa Bernardová i Alžběta Dufková           | 85.800  | 86.040 | 171.840 |
| 15      | Kazakhstan      | Anna Kulkina i Aigerim Zhexembinova         | 84.600  | 84.980 | 169.580 |
| 16      | Corea del Nord  | Jang Hyang-Mi i Jong Yon-Hui                | 84.400  | 84.830 | 169.230 |
| 17      | Israel          | Anastasia Gloushkov i Inna Yoffe            | 83.400  | 83.520 | 166.920 |
| 18      | Mèxic           | Isabel Delgado i Nuria Diosdado             | 83.000  | 83.610 | 166.610 |
| 19      | Àustria         | Nadine Brandl i Livia Lang                  | 82.000  | 81.850 | 163.850 |
| 20      | Suïssa          | Pamela Fischer i Anja Nyffeler              | 81.200  | 82.120 | 163.320 |
| 21      | Hongria         | Eszter Czékus i Szofi Kiss                  | 79.400  | 79.080 | 158.480 |
| 22      | Argentina       | Etel Sanchez i Sofia Sanchez                | 78.900  | 78.410 | 157.310 |
| 23      | Austràlia       | Eloise Amberger i Sarah Bombell             | 77.400  | 77.480 | 154.880 |
| 24      | Egipte          | Shaza Abdelrahman i Dalia El-Gebaly         | 75.700  | 76.400 | 152.100 |

### Final
| Posició | País            | Nedadores                                   | Tècnica | Lliure | Total   |
| ------- | --------------- | ------------------------------------------- | ------- | ------ | ------- |
| Or      | Rússia          | Natalia Ishchenko i Svetlana Romàixina      | 98.200  | 98.900 | 197.100 |
| Argent  | Espanya         | Ona Carbonell i Andrea Fuentes              | 96.000  | 96.900 | 192.900 |
| Bronze  | R.P. de la Xina | Huang Xuechen i Liu Ou                      | 96.100  | 96.770 | 192.870 |
| 4       | Canadà          | Marie-Pier Boudreau Gagnon i Elise Marcotte | 94.500  | 94.620 | 189.120 |
| 5       | Japó            | Yukiko Inui i Chisa Kobayashi               | 93.200  | 93.540 | 186.740 |
| 6       | Ucraïna         | Daria Iushko i Kseniya Sydorenko            | 92.200  | 92.670 | 184.870 |
| 7       | Itàlia          | Giulia Lapi i Mariangela Perrupato          | 90.700  | 90.720 | 181.420 |
| 8       | Grècia          | Evangelia Platanioti i Despoina Solomou     | 89.200  | 89.360 | 178.560 |
| 9       | Regne Unit      | Olivia Allison i Jenna Randall              | 88.100  | 89.170 | 177.270 |
| 10      | França          | Sara Labrousse i Chloe Willhelm             | 87.700  | 88.560 | 176.260 |
| 11      | Estats Units    | Mary Killman i Mariya Koroleva              | 87.900  | 87.770 | 175.670 |
| 12      | Corea del Sud   | Park Hyun-Ha i Park Hyun-Sun                | 86.700  | 87.250 | 173.950 |